# Kenton (Ohio)
Pour les articles homonymes, voir Kenton.
Kenton est une ville de l'État de l'Ohio, aux États-Unis. Elle est le siège du comté de Hardin. Kenton était peuplée, lors du recensement de 2000, de 8 336 habitants.

## Géographie
Selon les données du Bureau du recensement des États-Unis, Kenton a une superficie de 11,8 km2 (soit 4,6 mi2), dont 11,6 km2 (soit 4,5 mi2) en surfaces terrestres et 0,2 km2 (soit 0,1 mi2) en surfaces aquatiques.

## Source
- (en) Cet article est partiellement ou en totalité issu de l’article de Wikipédia en anglais intitulé « Kenton, Ohio » (voir la liste des auteurs).